# بامبوی پلی‌نزی
بامبوی پلی‌نزی (نام علمی: Schizostachyum glaucifolium) نام یک گونه از سرده شکافته‌سنبلچه‌ها است.